# Mexikó a 2004. évi nyári olimpiai játékokon
Mexikó a görögországi Athénban megrendezett 2004. évi nyári olimpiai játékok egyik részt vevő nemzete volt. Az országot az olimpián 20 sportágban 109 sportoló képviselte, akik összesen 4 érmet szereztek.

## Érmesek
| Érem  | Versenyző             | Sportág      | Versenyszám     |
| ----- | --------------------- | ------------ | --------------- |
| Ezüst | Ana Guevara           | Atlétika     | Női 400 m       |
| Ezüst | Belem Guerrero Méndez | Kerékpározás | Női pontverseny |
| Ezüst | Oscar Salazar         | Taekwondo    | Férfi légsúly   |
| Bronz | Iridia Salazar        | Taekwondo    | Női pehelysúly  |

## Atlétika
Férfi
| Versenyző              | Versenyszám     | Előfutam | Előfutam | Előfutam | Negyeddöntő | Negyeddöntő | Negyeddöntő | Elődöntő | Elődöntő | Elődöntő | Döntő         | Döntő         |
| Versenyző              | Versenyszám     | Idő      | Hely.    | Össz.    | Idő         | Hely.       | Össz.       | Idő      | Hely.    | Össz.    | Idő           | Helyezés      |
| ---------------------- | --------------- | -------- | -------- | -------- | ----------- | ----------- | ----------- | -------- | -------- | -------- | ------------- | ------------- |
| Juan Pedro Toledo      | 200 m           | 20,40    | 2.*      | 3.*      | 20,43       | 3.          | 11.         | 20,64    | 6.       | 10.      | kiesett       | kiesett       |
| Alejandro Cárdeñas     | 400 m           | 45,46    | 2.       | 12.      |             |             |             | 45,64    | 5.       | 16.      | kiesett       | kiesett       |
| Alejandro Suárez       | 5000 m          | 13:35,32 | 13.      | 24.      |             |             |             |          |          |          | kiesett       | kiesett       |
| José David Galván      | 10 000 m        |          |          |          |             |             |             |          |          |          | 29:38,05      | 21.           |
| Teodoro Vega           | 10 000 m        |          |          |          |             |             |             |          |          |          | 29:06,55      | 20.           |
| Andrés Espinosa        | Maraton         |          |          |          |             |             |             |          |          |          | 2:29:43       | 69.           |
| Procopio Franco        | Maraton         |          |          |          |             |             |             |          |          |          | 2:23:34       | 55.           |
| José Ernani Palalia    | Maraton         |          |          |          |             |             |             |          |          |          | 2:31:41       | 72.           |
| Noé Hernández          | 20 km gyaloglás |          |          |          |             |             |             |          |          |          | kizárták      | kizárták      |
| Bernardo Segura        | 20 km gyaloglás |          |          |          |             |             |             |          |          |          | nem ért célba | nem ért célba |
| Omar Segura            | 20 km gyaloglás |          |          |          |             |             |             |          |          |          | 1:24:35       | 18.           |
| Mario Iván Flores      | 50 km gyaloglás |          |          |          |             |             |             |          |          |          | nem ért célba | nem ért célba |
| Miguel Ángel Rodríguez | 50 km gyaloglás |          |          |          |             |             |             |          |          |          | 3:55:43       | 15.           |
| Germán Sánchez Cruz    | 50 km gyaloglás |          |          |          |             |             |             |          |          |          | 3:58:33       | 17.           |

| Versenyző       | Versenyszám | Selejtező             | Selejtező             | Döntő    | Döntő    |
| Versenyző       | Versenyszám | Eredmény              | Helyezés              | Eredmény | Helyezés |
| --------------- | ----------- | --------------------- | --------------------- | -------- | -------- |
| Geovanni Lanaro | Rúdugrás    | érvényes ugrás nélkül | érvényes ugrás nélkül | kiesett  | kiesett  |

Női
| Versenyző                                                     | Versenyszám     | Előfutam | Előfutam | Előfutam | Negyeddöntő | Negyeddöntő | Negyeddöntő | Elődöntő | Elődöntő | Elődöntő | Döntő         | Döntő         |
| Versenyző                                                     | Versenyszám     | Idő      | Hely.    | Össz.    | Idő         | Hely.       | Össz.       | Idő      | Hely.    | Össz.    | Idő           | Helyezés      |
| ------------------------------------------------------------- | --------------- | -------- | -------- | -------- | ----------- | ----------- | ----------- | -------- | -------- | -------- | ------------- | ------------- |
| Liliana Allen                                                 | 100 m           | 11,42    | 5.       | 29.      | 11,52       | 6.          | 27.         | kiesett  | kiesett  | kiesett  | kiesett       | kiesett       |
| Ana Guevara                                                   | 400 m           | 50,93    | 1.       | 8.       |             |             |             | 50,15    | 1.       | 5.       | 49,56         |               |
| Dulce María Rodríguez                                         | 5000 m          | 16:08,07 | 17.      | 35.      |             |             |             |          |          |          | kiesett       | kiesett       |
| Adriana Fernández                                             | 10 000 m        |          |          |          |             |             |             |          |          |          | 32:29,57      | 23.           |
| Angélica Sánchez                                              | Maraton         |          |          |          |             |             |             |          |          |          | 2:49:04       | 46.           |
| Margarita Tapia                                               | Maraton         |          |          |          |             |             |             |          |          |          | 2:46:14       | 38.           |
| Victoria Palacios                                             | 20 km gyaloglás |          |          |          |             |             |             |          |          |          | 1:36:07       | 34.           |
| María del Rosario Sánchez                                     | 20 km gyaloglás |          |          |          |             |             |             |          |          |          | nem ért célba | nem ért célba |
| Liliana Allen Magali Yañez Ana Guevara Mayra Marcela González | 4 × 400 m váltó | 3:27,88  | 5.       | 11.      |             |             |             |          |          |          | kiesett       | kiesett       |

| Versenyző          | Versenyszám   | Selejtező | Selejtező | Döntő    | Döntő    |
| Versenyző          | Versenyszám   | Eredmény  | Helyezés  | Eredmény | Helyezés |
| ------------------ | ------------- | --------- | --------- | -------- | -------- |
| María Romary Rifka | Magasugrás    | 192 cm    | 14.       | kiesett  | kiesett  |
| Violeta Guzmán     | Kalapácsvetés | 62,76 m   | 35.       | kiesett  | kiesett  |

* - egy másik versenyzővel azonos időt ért el

## Cselgáncs
Férfi
| Versenyző        | Versenyszám | Selejtező         | 32-es főtábla                           | Nyolcaddöntő                        | Negyeddöntő       | Elődöntő          | Vigaszág első kör | Vigaszág negyeddöntő | Vigaszág elődöntő | Bronz- mérkőzés   | Döntő             | Helyezés    |
| Versenyző        | Versenyszám | Ellenfél Eredmény | Ellenfél Eredmény                       | Ellenfél Eredmény                   | Ellenfél Eredmény | Ellenfél Eredmény | Ellenfél Eredmény | Ellenfél Eredmény    | Ellenfél Eredmény | Ellenfél Eredmény | Ellenfél Eredmény | Helyezés    |
| ---------------- | ----------- | ----------------- | --------------------------------------- | ----------------------------------- | ----------------- | ----------------- | ----------------- | -------------------- | ----------------- | ----------------- | ----------------- | ----------- |
| Cristobal Aburto | Légsúly     |                   | David Fernández (CRC) · 0002-0000       | Miguel Albarracín (ARG) · 0002-1000 | kiesett           | kiesett           |                   |                      |                   |                   |                   | helyezetlen |
| José Goldschmied | Középsúly   |                   | Frédéric Demontfaucon (FRA) · 0000-1010 | kiesett                             | kiesett           | kiesett           |                   |                      |                   |                   |                   | helyezetlen |

Női
| Versenyző                | Versenyszám | Selejtező                           | Nyolcaddöntő                       | Negyeddöntő       | Elődöntő          | Vigaszág első kör | Vigaszág negyeddöntő | Vigaszág elődöntő | Bronz- mérkőzés   | Döntő             | Helyezés    |
| Versenyző                | Versenyszám | Ellenfél Eredmény                   | Ellenfél Eredmény                  | Ellenfél Eredmény | Ellenfél Eredmény | Ellenfél Eredmény | Ellenfél Eredmény    | Ellenfél Eredmény | Ellenfél Eredmény | Ellenfél Eredmény | Helyezés    |
| ------------------------ | ----------- | ----------------------------------- | ---------------------------------- | ----------------- | ----------------- | ----------------- | -------------------- | ----------------- | ----------------- | ----------------- | ----------- |
| Vanessa Martina Zambotti | Nehézsúly   | Cvetana Bozsilova (BUL) · 1010-0000 | Barbara Andolina (ITA) · 0000-1021 | kiesett           | kiesett           |                   |                      |                   |                   |                   | helyezetlen |

## Evezés
Női
| Versenyző                    | Versenyszám              | Előfutam | Előfutam | Vigaszág | Vigaszág | Elődöntő | Elődöntő | Elődöntő | Döntő | Döntő   | Döntő | Helyezés |
| Versenyző                    | Versenyszám              | Idő      | Hely.    | Idő      | Hely.    | Típus    | Idő      | Hely.    | Típus | Idő     | Hely. | Helyezés |
| ---------------------------- | ------------------------ | -------- | -------- | -------- | -------- | -------- | -------- | -------- | ----- | ------- | ----- | -------- |
| Martha García                | Egypárevezős             | 8:07,32  | 5.       | 7:35,55  | 1.       | A/B      | 8:04,83  | 5.       | B     | 7:43,44 | 6.    | 12.      |
| Gabriela Huerta Aline Olvera | Könnyűsúlyú kétpárevezős | 7:18,16  | 6.       | 7:23,07  | 5.       |          |          |          | C     | 7:48,02 | 4.    | 16.      |

## Íjászat
Férfi
| Versenyző                                | Versenyszám | Selejtező | Selejtező | 64-es főtábla                        | 32-es főtábla                       | Nyolcaddöntő                                                                          | Negyeddöntő       | Elődöntő          | Döntő             | Helyezés |
| Versenyző                                | Versenyszám | Pont      | Kiemelt   | Ellenfél Eredmény                    | Ellenfél Eredmény                   | Ellenfél Eredmény                                                                     | Ellenfél Eredmény | Ellenfél Eredmény | Ellenfél Eredmény | Helyezés |
| ---------------------------------------- | ----------- | --------- | --------- | ------------------------------------ | ----------------------------------- | ------------------------------------------------------------------------------------- | ----------------- | ----------------- | ----------------- | -------- |
| Jorge Chapoy                             | Egyéni      | 645       | 38.       | Hszüe Haj-feng (CHN) (27.) · 153-162 | kiesett                             | kiesett                                                                               | kiesett           | kiesett           | kiesett           | 34.      |
| Eduardo Magaña                           | Egyéni      | 646       | 35.       | Juan Serrano (MEX) (30.) · 138-148   | kiesett                             | kiesett                                                                               | kiesett           | kiesett           | kiesett           | 49.      |
| Juan Serrano                             | Egyéni      | 651       | 30.       | Eduardo Magaña (MEX) (35.) · 148-138 | Marco Galiazzo (ITA) (3.) · 163-164 | kiesett                                                                               | kiesett           | kiesett           | kiesett           | 20.      |
| Jorge Chapoy Eduardo Magaña Juan Serrano | Csapat      | 1942      | 8.        |                                      |                                     | Hollandia (NED) · Wietse van Alten · Pieter Custers · Ron van der Hoff (9.) · 234-244 | kiesett           | kiesett           | kiesett           | 12.      |

## Kerékpározás

### Országúti kerékpározás
Női
| Versenyző             | Versenyszám   | Idő             | Helyezés |
| --------------------- | ------------- | --------------- | -------- |
| Belem Guerrero Méndez | Mezőnyverseny | 3:33:35 (+9:11) | 46.      |

### Pálya-kerékpározás
Időfutam
| Név             | Versenyszám         | Idő    | Helyezés |
| --------------- | ------------------- | ------ | -------- |
| Nancy Contreras | Női egyéni időfutam | 34,783 | 8.       |

Pontversenyek
| Versenyző             | Versenyszám     | Pont | Helyezés |
| --------------------- | --------------- | ---- | -------- |
| Belem Guerrero Méndez | Női pontverseny | 14   |          |

## Labdarúgás

### Férfi
| #             | Név                        | Klub              | Születési idő                    | Mérkőzésszám | Gól     | Sárga lap | sárga lap · 2. sárga lap · kiállítva | kiállítva |
| Kapusok       | Kapusok                    | Kapusok           | Kapusok                          | Kapusok      | Kapusok | Kapusok   | Kapusok                              | Kapusok   |
| ------------- | -------------------------- | ----------------- | -------------------------------- | ------------ | ------- | --------- | ------------------------------------ | --------- |
| 1             | José de Jesús Corona       | Tecos UAG         | 1981. január 26. (23 évesen)     | 3            | 0       | 1         | 0                                    | 0         |
| 18            | Guillermo Ochoa            | Club América      | 1985. július 13. (19 évesen)     | 0            | 0       | 0         | 0                                    | 0         |
| Védők         |                            |                   |                                  |              |         |           |                                      |           |
| 2             | Francisco Rodríguez Pinedo | CD Guadalajara    | 1981. október 20. (22 évesen)    | 3            | 0       | 1         | 0                                    | 0         |
| 3             | Mario Pérez                | Club Necaxa       | 1982. június 17. (22 évesen)     | 3            | 0       | 0         | 0                                    | 0         |
| 4             | Ismael Rodríguez           | CF Monterrey      | 1981. január 10. (23 évesen)     | 0            | 0       | 0         | 0                                    | 0         |
| 6             | Aarón Galindo              | Cruz Azul         | 1982. május 8. (22 évesen)       | 3            | 0       | 0         | 0                                    | 0         |
| 8             | Diego Martínez (csk)       | Club Necaxa       | 1981. február 15. (23 évesen)    | 3            | 0       | 1         | 0                                    | 0         |
| 12            | Gonzalo Pineda             | Pumas UNAM        | 1982. október 19. (21 évesen)    | 1(1)         | 0       | 0         | 0                                    | 0         |
| 15            | Hugo Sánchez Guerrero      | Tigres de la UANL | 1981. május 8. (23 évesen)       | 2            | 0       | 1         | 0                                    | 0         |
| Középpályások |                            |                   |                                  |              |         |           |                                      |           |
| 5             | Israel López               | Deportivo Toluca  | 1974. szeptember 29. (29 évesen) | 3            | 0       | 1         | 0                                    | 0         |
| 7             | Sinha                      | Deportivo Toluca  | 1976. május 23. (28 évesen)      | 3            | 0       | 0         | 0                                    | 0         |
| 10            | Luis Ernesto Pérez         | CF Monterrey      | 1981. január 12. (23 évesen)     | 3            | 0       | 1         | 0                                    | 0         |
| 16            | Ismael Íñiguez             | Pumas UNAM        | 1981. július 23. (23 évesen)     | (3)          | 0       | 0         | 0                                    | 0         |
| 17            | Gerardo Espinoza           | Atlante FC        | 1981. október 3. (22 évesen)     | 0            | 0       | 0         | 0                                    | 0         |
| Csatárok      |                            |                   |                                  |              |         |           |                                      |           |
| 9             | Omar Bravo                 | CD Guadalajara    | 1980. március 4. (24 évesen)     | 3            | 0       | 2         | 0                                    | 0         |
| 11            | Rafael Márquez Lugo        | Monarcas Morelia  | 1981. november 2. (22 évesen)    | 3            | 1       | 0         | 0                                    | 0         |
| 13            | Amaury Ponce               | Deportivo Toluca  | 1981. augusztus 13. (22 évesen)  | (2)          | 0       | 0         | 0                                    | 0         |
| 14            | Juan Pablo García          | Club Atlas        | 1981. november 24. (22 évesen)   | (3)          | 0       | 0         | 0                                    | 0         |
| Edző          |                            |                   |                                  |              |         |           |                                      |           |
|               | Ricardo La Volpe           | Argentína         | 1952. február 6. (52 évesen)     |              |         |           |                                      |           |

- Kor: 2004. augusztus 10-i kora

#### Eredmények
A csoport 
| Csapat            | M | Gy | D | V | Rg | Kg | Gk | P |
| ----------------- | - | -- | - | - | -- | -- | -- | - |
| Mali (MLI)        | 3 | 1  | 2 | 0 | 5  | 3  | +2 | 5 |
| Dél-Korea (KOR)   | 3 | 1  | 2 | 0 | 6  | 5  | +1 | 5 |
| Mexikó (MEX)      | 3 | 1  | 1 | 1 | 3  | 3  | 0  | 4 |
| Görögország (GRE) | 3 | 0  | 1 | 2 | 4  | 7  | –3 | 1 |

| 2004. augusztus 11. 20:30 |

| Mali (MLI) | 0–0         | Mexikó (MEX) |
| ---------- | ----------- | ------------ |
|            | Jegyzőkönyv |              |

| Panthessaliko Stadium, Vólosz Nézőszám: 10 104 Játékvezető: Salleh (malajziai) |

| 2004. augusztus 14. 20:30 |

| Dél-Korea (KOR) | 1–0               | Mexikó (MEX) |
| --------------- | ----------------- | ------------ |
| Kim Dzsongu 16' | (1–0) Jegyzőkönyv |              |

| Karaiskaki Stadium, Pireusz Nézőszám: 14 026 Játékvezető: Larsen (dán) |

| 2004. augusztus 17. 20:30 |

| Görögország (GRE)                           | 2–3               | Mexikó (MEX)                   |
| ------------------------------------------- | ----------------- | ------------------------------ |
| Taralídisz 82' (11-esből) Sztoltídisz 90+3' | (0–0) Jegyzőkönyv | Márquez Lugo 47' Bravo 70' 86' |

| Panthessaliko Stadium, Vólosz Nézőszám: 21 597 Játékvezető: Eheve (kameruni) |

| Csapat       | Helyezés |
| ------------ | -------- |
| Mexikó (MEX) | 10.      |

### Női
| #             | Név                     | Klub                | Születési idő                    | Mérkőzésszám | Gól     | Sárga lap | sárga lap · 2. sárga lap · kiállítva | kiállítva |
| Kapusok       | Kapusok                 | Kapusok             | Kapusok                          | Kapusok      | Kapusok | Kapusok   | Kapusok                              | Kapusok   |
| ------------- | ----------------------- | ------------------- | -------------------------------- | ------------ | ------- | --------- | ------------------------------------ | --------- |
| 1             | Jennifer Molina         | Colgate Raiders     | 1981. június 27. (23 évesen)     | 1            | 0       | 0         | 0                                    | 0         |
| 18            | Pamela Tajonar          |                     | 1984. december 2. (19 évesen)    | 2            | 0       | 0         | 0                                    | 0         |
| Védők         |                         |                     |                                  |              |         |           |                                      |           |
| 2             | Elizabeth Gómez         | Miami Hurricanes    | 1981. szeptember 21. (22 évesen) | 3            | 0       | 0         | 0                                    | 0         |
| 3             | Rubí Sandoval           | Cal State Fullerton | 1984. január 18. (20 évesen)     | 3            | 0       | 0         | 0                                    | 0         |
| 4             | Monica González (csk)   | Boston Breakers     | 1978. október 10. (25 évesen)    | 3            | 0       | 0         | 0                                    | 0         |
| 5             | Maria de Jesús Castillo | Palomas             | 1983. július 6. (21 évesen)      | 2(1)         | 0       | 0         | 0                                    | 0         |
| 12            | Carina Maravillas       | Palomas             | 1983. június 22. (21 évesen)     | 0            | 0       | 0         | 0                                    | 0         |
| 14            | Nancy Gutierrez         | Arsenal Soccer Club | 1987. június 2. (17 évesen)      | (3)          | 0       | 0         | 0                                    | 0         |
| Középpályások |                         |                     |                                  |              |         |           |                                      |           |
| 6             | Mónica Vergara          | Andreas Soccer      | 1983. május 2. (21 évesen)       | 3            | 0       | 1         | 0                                    | 0         |
| 7             | Juana López             | Club Necaxa         | 1978. december 25. (25 évesen)   | (3)          | 0       | 0         | 0                                    | 0         |
| 8             | Fátima Leyva            | Laguna              | 1980. február 14. (24 évesen)    | 3            | 0       | 0         | 0                                    | 0         |
| 11            | Patricia Pérez          | Chivas Tijuana      | 1978. december 17. (25 évesen)   | 1            | 0       | 0         | 0                                    | 0         |
| 13            | Luz del Rosario Saucedo |                     | 1983. december 14. (20 évesen)   | (1)          | 0       | 0         | 0                                    | 0         |
| 15            | Dioselina Valderrama    | Bonita Rebel        | 1984. április 28. (20 évesen)    | 3            | 0       | 1         | 0                                    | 0         |
| Csatárok      |                         |                     |                                  |              |         |           |                                      |           |
| 9             | Maribel Domínguez       | Atlanta Beat        | 1978. november 18. (25 évesen)   | 3            | 1       | 0         | 1                                    | 0         |
| 10            | Iris Mora               | UCLA Bruins         | 1981. szeptember 22. (22 évesen) | 3            | 0       | 1         | 0                                    | 0         |
| 16            | Alma Martínez           | Santa Barbara       | 1981. szeptember 22. (22 évesen) | 2            | 0       | 0         | 0                                    | 0         |
| 17            | Guadalupe Worbis        | Rogers              | 1983. december 12. (20 évesen)   | 1(1)         | 0       | 0         | 0                                    | 0         |
| Edző          |                         |                     |                                  |              |         |           |                                      |           |
|               | Leonardo Cuéllar        | Mexikó              | 1954. január 14. (50 évesen)     |              |         |           |                                      |           |

- Kor: 2004. augusztus 10-i kora

#### Eredmények
F csoport 
| Csapat            | M | Gy | D | V | Rg | Kg | Gk  | P |
| ----------------- | - | -- | - | - | -- | -- | --- | - |
| Németország (GER) | 2 | 2  | 0 | 0 | 10 | 0  | +10 | 6 |
| Mexikó (MEX)      | 2 | 0  | 1 | 1 | 1  | 3  | –2  | 1 |
| Kína (CHN)        | 2 | 0  | 1 | 1 | 1  | 9  | –8  | 1 |

| 2004. augusztus 14. 18:00 |

| Kína (CHN)   | 1–1               | Mexikó (MEX)  |
| ------------ | ----------------- | ------------- |
| Csi Ting 34' | (1–1) Jegyzőkönyv | Domínguez 11' |

| Karaiskaki Stadium, Pireusz Nézőszám: 5112 Játékvezető: Christina Ionescu (román) |

| 2004. augusztus 17. 18:00 |

| Németország (GER)       | 2–0               | Mexikó (MEX) |
| ----------------------- | ----------------- | ------------ |
| Wimbersky 20' Prinz 79' | (1–0) Jegyzőkönyv |              |

| Karaiskaki Stadium, Pireusz Nézőszám: 26 338 Játékvezető: Szokolai (ausztrál) |

Negyeddöntő
| 2004. augusztus 20. 21:00 |

| Mexikó (MEX) | 0–5               | Brazília (BRA)                              |
| ------------ | ----------------- | ------------------------------------------- |
|              | (0–2) Jegyzőkönyv | Cristiane 25' 49' Formiga 29' 54' Marta 60' |

| Pankritio Stadium, Iráklio Nézőszám: 3012 Játékvezető: Fatou Gaye (szenegáli) |

| Csapat       | Helyezés |
| ------------ | -------- |
| Mexikó (MEX) | 8.       |

## Lovaglás
Díjugratás
| Versenyző                                                         | Ló                              | Versenyszám | Selejtező | Selejtező | Selejtező     | Selejtező     | Selejtező | Selejtező    | Selejtező    | Selejtező    | Döntő        | Döntő        | Döntő        | Döntő        | Végeredmény  | Végeredmény  |
| Versenyző                                                         | Ló                              | Versenyszám | 1. kör    | 1. kör    | 2. kör        | 2. kör        | 2. kör    | 3. kör       | 3. kör       | 3. kör       | 1. kör       | 1. kör       | 2. kör       | 2. kör       | Végeredmény  | Végeredmény  |
| Versenyző                                                         | Ló                              | Versenyszám | Bünt.     | Hely.     | Bünt.         | Össz.         | Hely.     | Bünt.        | Össz.        | Hely.        | Bünt.        | Hely.        | Bünt.        | Hely.        | Bünt.        | Helyezés     |
| ----------------------------------------------------------------- | ------------------------------- | ----------- | --------- | --------- | ------------- | ------------- | --------- | ------------ | ------------ | ------------ | ------------ | ------------ | ------------ | ------------ | ------------ | ------------ |
| Federico Fernández                                                | Bohemio                         | Egyéni      | 9         | 52.       | 12            | 21            | 46.       | 17           | 38           | 52.          | kiesett      | kiesett      | kiesett      | kiesett      | kiesett      | kiesett      |
| Gustavo Hernández                                                 | Minotauro                       | Egyéni      | 19        | 70.       | 33            | 52            | 64.       | visszalépett | visszalépett | visszalépett | visszalépett | visszalépett | visszalépett | visszalépett | visszalépett | visszalépett |
| Marcela Pérez                                                     | Joskin                          | Egyéni      | 16        | 67.       | 25            | 41            | 62.       | 17           | 58           | 56.          | kiesett      | kiesett      | kiesett      | kiesett      | kiesett      | kiesett      |
| Gerardo Tazzer                                                    | Chanel                          | Egyéni      | 8         | 45.       | nem ért célba | nem ért célba | kiesett   | kiesett      | kiesett      | kiesett      | kiesett      | kiesett      | kiesett      | kiesett      | kiesett      | kiesett      |
| Federico Fernández Gustavo Hernández Marcela Pérez Gerardo Tazzer | Bohemio Minotauro Joskin Chanel | Csapat      |           |           |               |               |           |              |              |              | 70           | 14.          | kiesett      | kiesett      | kiesett      | kiesett      |

## Műugrás
Férfi
| Versenyző       | Versenyszám        | Selejtező | Selejtező | Elődöntő | Elődöntő | Döntő  | Döntő    |
| Versenyző       | Versenyszám        | Pont      | Helyezés  | Pont     | Helyezés | Pont   | Helyezés |
| --------------- | ------------------ | --------- | --------- | -------- | -------- | ------ | -------- |
| Fernando Platas | Egyéni műugrás     | 434,70    | 8.        | 666,72   | 8.       | 704,25 | 5.       |
| Rommel Pacheco  | Egyéni műugrás     | 408,75    | 15.       | 630,60   | 12.      | 642,69 | 10.      |
| Rommel Pacheco  | Egyéni toronyugrás | 463,74    | 5.        | 646,26   | 7.       | 623,40 | 10.      |

Női
| Versenyző                    | Versenyszám          | Selejtező | Selejtező | Elődöntő | Elődöntő | Döntő   | Döntő    |
| Versenyző                    | Versenyszám          | Pont      | Helyezés  | Pont     | Helyezés | Pont    | Helyezés |
| ---------------------------- | -------------------- | --------- | --------- | -------- | -------- | ------- | -------- |
| Paola Espinosa               | Egyéni műugrás       | 301,14    | 9.        | 506,46   | 11.      | 490,20  | 12.      |
| Paola Espinosa               | Egyéni toronyugrás   | 348,03    | 5.        | 519,21   | 8.       | 455,40  | 12.      |
| Jashia Luna                  | Egyéni toronyugrás   | 328,62    | 10.       | 481,80   | 13.      | kiesett | kiesett  |
| Jashia Luna                  | Egyéni műugrás       | 252,75    | 20.       | kiesett  | kiesett  | kiesett | kiesett  |
| Paola Espinosa Laura Sánchez | Szinkron műugrás     |           |           |          |          | 286,92  | 5.       |
| Paola Espinosa Jashia Luna   | Szinkron toronyugrás |           |           |          |          | 307,74  | 5.       |

## Ökölvívás
| Versenyző        | Versenyszám  | Selejtező                           | Nyolcaddöntő                  | Negyeddöntő       | Elődöntő          | Döntő             | Helyezés |
| Versenyző        | Versenyszám  | Ellenfél Eredmény                   | Ellenfél Eredmény             | Ellenfél Eredmény | Ellenfél Eredmény | Ellenfél Eredmény | Helyezés |
| ---------------- | ------------ | ----------------------------------- | ----------------------------- | ----------------- | ----------------- | ----------------- | -------- |
| Raúl Castañeda   | Papírsúly    |                                     | Szergej Kazakov (RUS) · 16-41 | kiesett           | kiesett           | kiesett           | 9.       |
| Abner Mares      | Harmatsúly   | Bedák Zsolt (HUN) · 27-36           | kiesett                       | kiesett           | kiesett           | kiesett           | 17.      |
| Juan Navarro     | Kisváltósúly | Nurzsan Karimzsanov (KAZ) · 31-48   | kiesett                       | kiesett           | kiesett           | kiesett           | 17.      |
| Alfredo Angulo   | Középsúly    | Andy Lee (IRL) · 23-38              | kiesett                       | kiesett           | kiesett           | kiesett           | 17.      |
| Ramiro Reducindo | Félnehézsúly | Mahamed Ariphadzsijev (BLR) · 10-29 | kiesett                       | kiesett           | kiesett           | kiesett           | 17.      |

## Öttusa
| Versenyző       | Versenyszám | Lövészet | Lövészet | Lövészet | Vívás    | Vívás | Vívás | Úszás   | Úszás | Úszás | Lovaglás | Lovaglás | Lovaglás | Lovaglás | Futás   | Futás | Futás | Összesen    | Összesen |
| Versenyző       | Versenyszám | Pontszám | Pont     | Hely.    | Eredmény | Pont  | Hely. | Idő     | Pont  | Hely. | Idő      | Hibapont | Pont     | Hely.    | Idő     | Pont  | Hely. | Összes pont | Helyezés |
| --------------- | ----------- | -------- | -------- | -------- | -------- | ----- | ----- | ------- | ----- | ----- | -------- | -------- | -------- | -------- | ------- | ----- | ----- | ----------- | -------- |
| Manuel Pradillo | Férfi       | 178      | 1072     | 15.      | 15-16    | 804   | 15.** | 2:07,07 | 1276  | 11.   | 1:13,67  | 168      | 1032     | 19.      | 9:57,68 | 1012  | 13.   | 5196        | 12.      |
| Sergio Salazar  | Férfi       | 172      | 1000     | 23.*     | 16-15    | 832   | 11.** | 2:07,27 | 1276  | 13.   | 1:17,83  | 112      | 1088     | 14.      | 9:59,15 | 1004  | 14.   | 5200        | 11.      |

* - egy másik versenyzővel azonos eredményt ért el

** - három másik versenyzővel azonos eredményt ért el

## Röplabda

### Strandröplabda

#### Női
| Versenyző                       | Csoportkör | Csoportkör | Nyolcaddöntő      | Negyeddöntő       | Elődöntő          | Döntő             | Helyezés |
| Versenyző                       | Ellenfél Eredmény | Hely.      | Ellenfél Eredmény | Ellenfél Eredmény | Ellenfél Eredmény | Ellenfél Eredmény | Helyezés |
| ------------------------------- | --- | ---------- | ----------------- | ----------------- | ----------------- | ----------------- | -------- |
| Mayra Aide García Hilda Gaxiola | C csoport · Görögország (GRE) · Effroszíni Szfirí · Vaszilikí Karandásziu · 17-21, 13-21 · Kína (CHN) · Tien Csia · Vang Fej · 19-21, 15-21 · Ausztrália (AUS) · Kerri Pottharst · Summer Lochowicz · 24-26, 20-22 | 4.         | kiesett           | kiesett           | kiesett           | kiesett           | 19.      |

## Sportlövészet
Férfi
| Versenyző          | Versenyszám           | Selejtező | Selejtező | Döntő   | Döntő    |
| Versenyző          | Versenyszám           | Pont      | Helyezés  | Pont    | Helyezés |
| ------------------ | --------------------- | --------- | --------- | ------- | -------- |
| Roberto José Elías | Légpuska              | 582       | 44.       | kiesett | kiesett  |
| Roberto José Elías | Sportpuska, összetett | 1137      | 36.*      | kiesett | kiesett  |

* - egy másik versenyzővel azonos eredményt ért el

## Súlyemelés
Női
| Versenyző                | Versenyszám | Szakítás | Szakítás | Lökés    | Lökés    | Összesen | Helyezés |
| Versenyző                | Versenyszám | Eredmény | Helyezés | Eredmény | Helyezés | Összesen | Helyezés |
| ------------------------ | ----------- | -------- | -------- | -------- | -------- | -------- | -------- |
| Damaris Gabriela Aguirre | 75 kg       | 100,0    | 12.*     | 122,5    | 12.      | 222,5    | 12.      |

* - egy másik versenyzővel azonos eredményt ért el

## Szinkronúszás
| Versenyző               | Versenyszám | Technikai gyakorlat | Technikai gyakorlat | Selejtező        | Selejtező        | Selejtező  | Selejtező  | Döntő            | Döntő            | Döntő      | Döntő      | Helyezés |
| Versenyző               | Versenyszám | Technikai gyakorlat | Technikai gyakorlat | Szabad gyakorlat | Szabad gyakorlat | Összesítés | Összesítés | Szabad gyakorlat | Szabad gyakorlat | Összesítés | Összesítés | Helyezés |
| Versenyző               | Versenyszám | Pont                | Hely.               | Pont             | Hely.            | Pont       | Hely.      | Pont             | Hely.            | Pont       | Hely.      | Helyezés |
| ----------------------- | ----------- | ------------------- | ------------------- | ---------------- | ---------------- | ---------- | ---------- | ---------------- | ---------------- | ---------- | ---------- | -------- |
| Nara Falcón Olga Vargas | Páros       | 42,667              | 17.                 | 43,417           | 16.              | 86,084     | 16.        | kiesett          | kiesett          | kiesett    | kiesett    | 16.      |

## Taekwondo
Férfi
| Versenyző              | Versenyszám | Nyolcaddöntő                      | Negyeddöntő                     | Elődöntő                     | Vigaszág első kör      | Vigaszág elődöntő             | Bronz- mérkőzés   | Döntő                  | Helyezés |
| Versenyző              | Versenyszám | Ellenfél Eredmény                 | Ellenfél Eredmény               | Ellenfél Eredmény            | Ellenfél Eredmény      | Ellenfél Eredmény             | Ellenfél Eredmény | Ellenfél Eredmény      | Helyezés |
| ---------------------- | ----------- | --------------------------------- | ------------------------------- | ---------------------------- | ---------------------- | ----------------------------- | ----------------- | ---------------------- | -------- |
| Oscar Salazar          | Légsúly     | Yulis Mercedes (DOM) · 10-1       | Olekszandr Saposnik (UKR) · 6-2 | Nguyễn Quốc Huân (VIE) · 8-0 |                        |                               |                   | Chu Mu-Yen (TPE) · 1-5 |          |
| Víctor Estrada Garibay | Váltósúly   | Ángel Valodia Fuentes (CUB) · 8-7 | Steven López (USA) · 2-4        |                              | Ráid Rasíd (IRQ) · WDR | Rəşəd Əhmədov (AZE) · 9-9 SUP | kiesett           |                        | 5.       |

Női
| Versenyző      | Versenyszám | Nyolcaddöntő              | Negyeddöntő                      | Elődöntő                  | Vigaszág első kör | Vigaszág elődöntő           | Bronz- mérkőzés         | Döntő             | Helyezés |
| Versenyző      | Versenyszám | Ellenfél Eredmény         | Ellenfél Eredmény                | Ellenfél Eredmény         | Ellenfél Eredmény | Ellenfél Eredmény           | Ellenfél Eredmény       | Ellenfél Eredmény | Helyezés |
| -------------- | ----------- | ------------------------- | -------------------------------- | ------------------------- | ----------------- | --------------------------- | ----------------------- | ----------------- | -------- |
| Iridia Salazar | Pehelysúly  | Paola Delgado (COL) · 5-2 | Irina Kaydashova (UZB) · 7-7 SUP | Csang Dzsivon (KOR) · 1-2 |                   | Cristiana Corsi (ITA) · 3-2 | Sonia Reyes (ESP) · 2-1 |                   |          |

WDR - visszalépett

SUP - döntő fölény

## Torna
Női
| Versenyző               | Versenyszám      | Selejtező | Selejtező | Döntő    | Döntő    |
| Versenyző               | Versenyszám      | Pontszám  | Helyezés  | Pontszám | Helyezés |
| ----------------------- | ---------------- | --------- | --------- | -------- | -------- |
| Brenda Vianey Magaña    | Talaj            | 8,487     | 71.       | kiesett  | kiesett  |
| Brenda Vianey Magaña    | Ugrás            | 9,206     | 16.       | kiesett  | kiesett  |
| Brenda Vianey Magaña    | Felemás korlát   | 8,575     | 71.       | kiesett  | kiesett  |
| Brenda Vianey Magaña    | Gerenda          | 7,625     | 81.       | kiesett  | kiesett  |
| Brenda Vianey Magaña    | Egyéni összetett | 33,887    | 58.       | kiesett  | kiesett  |
| Laura del Carmen Moreno | Talaj            | 7,700     | 82.       | kiesett  | kiesett  |
| Laura del Carmen Moreno | Felemás korlát   | 8,512     | 72.       | kiesett  | kiesett  |
| Laura del Carmen Moreno | Gerenda          | 8,575     | 63.       | kiesett  | kiesett  |
| Laura del Carmen Moreno | Egyéni összetett | 24,787    | 83.       | kiesett  | kiesett  |

## Triatlon
| Versenyző        | Versenyszám | 1,5 km úszás | 1,5 km úszás | 40 km kerékpározás | 40 km kerékpározás | 10 km futás | 10 km futás | Összesítés | Összesítés |
| Versenyző        | Versenyszám | Idő          | Hely.        | Idő                | Hely.              | Idő         | Hely.       | Idő        | Helyezés   |
| ---------------- | ----------- | ------------ | ------------ | ------------------ | ------------------ | ----------- | ----------- | ---------- | ---------- |
| Eligio Cervantes | Férfi       | 18:44        | 46.          | 1:04:54            | 28.                | 35:10       | 36.         | 1:59:27,81 | 38.        |
| Javier Rosas     | Férfi       | 18:43        | 45.          | 1:09:03            | 45.                | 35:39       | 40.         | 2:04:03,97 | 44.        |

## Úszás
Férfi
| Versenyző                                                   | Versenyszám          | Előfutam | Előfutam | Előfutam | Elődöntő | Elődöntő | Elődöntő | Döntő   | Döntő    |
| Versenyző                                                   | Versenyszám          | Idő      | Hely.    | Össz.    | Idő      | Hely.    | Össz.    | Idő     | Helyezés |
| ----------------------------------------------------------- | -------------------- | -------- | -------- | -------- | -------- | -------- | -------- | ------- | -------- |
| Josh Ilika                                                  | 200 m gyors          | 1:51,66  | 2.       | 28.      | kiesett  | kiesett  | kiesett  | kiesett | kiesett  |
| Josh Ilika                                                  | 100 m pillangó       | 54,29    | 8.       | 33.      | kiesett  | kiesett  | kiesett  | kiesett | kiesett  |
| Leonardo Salinas                                            | 400 m gyors          | 3:58,36  | 3.       | 29.      |          |          |          | kiesett | kiesett  |
| Juan Veloz                                                  | 200 m pillangó       | 1:58,32  | 6.       | 13.      | 1:59,78  | 8.       | 16.      | kiesett | kiesett  |
| Javier Díaz Josh Ilika Leonardo Salinas Alejandro Siqueiros | 4 × 200 m gyorsváltó | 7:29,54  | 8.       | 15.      |          |          |          | kiesett | kiesett  |

Női
| Versenyző         | Versenyszám | Előfutam | Előfutam | Előfutam | Elődöntő | Elődöntő | Elődöntő | Döntő   | Döntő    |
| Versenyző         | Versenyszám | Idő      | Hely.    | Össz.    | Idő      | Hely.    | Össz.    | Idő     | Helyezés |
| ----------------- | ----------- | -------- | -------- | -------- | -------- | -------- | -------- | ------- | -------- |
| Adriana Marmolejo | 100 m mell  | 1:14,35  | 6.       | 38.      | kiesett  | kiesett  | kiesett  | kiesett | kiesett  |
| Adriana Marmolejo | 200 m mell  | 2:36,10  | 5.       | 27.      | kiesett  | kiesett  | kiesett  | kiesett | kiesett  |

## Vitorlázás
Férfi
| Versenyző  | Versenyszám     | Futam | Futam | Futam | Futam | Futam | Futam | Futam | Futam | Futam | Futam | Futam | Pontszám | Helyezés |
| Versenyző  | Versenyszám     | 1     | 2     | 3     | 4     | 5     | 6     | 7     | 8     | 9     | 10    | 11    | Pontszám | Helyezés |
| ---------- | --------------- | ----- | ----- | ----- | ----- | ----- | ----- | ----- | ----- | ----- | ----- | ----- | -------- | -------- |
| David Mier | Szörfvitorlázás | 11    | 15    | 12    | 19    | 11    | 14    | 19    | 5     | 16    | 20    | 26    | 142      | 16.      |

Női
| Versenyző         | Versenyszám     | Futam | Futam | Futam | Futam | Futam | Futam | Futam | Futam | Futam | Futam | Futam | Pontszám | Helyezés |
| Versenyző         | Versenyszám     | 1     | 2     | 3     | 4     | 5     | 6     | 7     | 8     | 9     | 10    | 11    | Pontszám | Helyezés |
| ----------------- | --------------- | ----- | ----- | ----- | ----- | ----- | ----- | ----- | ----- | ----- | ----- | ----- | -------- | -------- |
| Rosa Irene Campos | Szörfvitorlázás | 23    | 25    | 23    | 22    | 18    | 24    | 22    | 22    | 21    | 24    | 21    | 220      | 23.      |
| Tania Elías       | Europe          | 6     | 5     | 15    | 17    | 6     | 3     | 16    | 26    | 5     | 14    | 11    | 98       | 12.      |

## Vívás
Férfi
| Versenyző       | Versenyszám | Selejtező         | 32-es főtábla         | Nyolcaddöntő      | Negyeddöntő       | Elődöntő          | Bronz- mérkőzés   | Döntő             | Helyezés |
| Versenyző       | Versenyszám | Ellenfél Eredmény | Ellenfél Eredmény     | Ellenfél Eredmény | Ellenfél Eredmény | Ellenfél Eredmény | Ellenfél Eredmény | Ellenfél Eredmény | Helyezés |
| --------------- | ----------- | ----------------- | --------------------- | ----------------- | ----------------- | ----------------- | ----------------- | ----------------- | -------- |
| Edgar Chumacero | Tőr, egyéni |                   | Óta Júki (JPN) · 9-15 | kiesett           | kiesett           | kiesett           | kiesett           | kiesett           | 26.      |